# District de Panfilov (Kirghizistan)
Le district de Panfilov (en kirghize : Панфилов району) est un raion de la province de Tchouï dans le nord du Kirghizistan. Établi le 23 juillet 1930 sous le nom de « district Staline », il a pris en 1961 son nom actuel, inspiré de la ville de Moscou. Son chef-lieu est la ville de Kayyngdy. Sa superficie est de 2 606 km2 ;  41 754 personnes y résidaient en 2009.
Il est divisé en deux zones non connexes, séparées par le district de Jayyl : la frange extrême ouest de la province de Tchouï, et une partie montagneuse de cette province, plus au sud.

## Communautés rurales et villages
Le district de Panfilov comprend :
- la ville de Kayyngdy

et 20 villages regroupés en 6 communautés rurales (aiyl okmotu) :
1. Voznesenovka (villages Voznesenovka (centre), Orto-Kayyrma et Erkin-Say)
2. Kürpüldök (villages Kürpüldök (centre), Imeni Kirova et Rovnoye)
3. Ortoev (villages Imeni Telmana (centre), Bukara et Kum-Aryk)
4. Kurama (villages Panfilovskoye (centre), Jayylma, Orto-Aryk et Efironos)
5. Frunze (villages Chaldybar (centre), Cholok-Aryk et Chorgolu)
6. Chaldybar (villages Pervomayskoye (centre), Ozernoye, Oktyabrskoye et Oyrondu)